# Saint-Paul-de-Fenouillet
Saint-Paul-de-Fenouillet (okzitanisch: Sant Pau de Fenolhet) ist eine südfranzösische Gemeinde mit 1.740 Einwohnern (Stand: 1. Januar 2022) im Département Pyrénées-Orientales in der Region Okzitanien. Saint-Paul-de-Fenouillet gehört zum Arrondissement Prades und zum Kanton La Vallée de l’Agly (bis 2015: Kanton Saint-Paul-de-Fenouillet). Die Einwohner werden Saint-Paulais genannt.

## Lage
Saint-Paul-de-Fenouillet liegt in einem Tal des Fenouillèdes am Zusammenfluss von Boulzane mit dem Agly. Auch das Flüsschen Maury entspringt im Gemeindegebiet. Die Gemeinde gehört zu den Weinbaugebieten Rivesaltes und Côtes du Roussillon. Das Gemeindegebiet ist Teil des Regionalen Naturparks Corbières-Fenouillèdes. Umgeben wird Saint-Paul-de-Fenouillet von den Nachbargemeinden Cubières-sur-Cinoble im Norden und Nordwesten, Soulatgé im Norden, Duilhac-sous-Peyrepertuse im Nordosten, Maury im Osten, Lesquerde im Süden und Südosten, Saint-Martin-de-Fenouillet im Süden und Südwesten, Fosse im Südwesten, Caudiès-de-Fenouillèdes im Westen sowie Prugnanes im Westen und Nordwesten.
Durch die Gemeinde führen die früheren Routes nationales 117 und 619.

## Bevölkerungsentwicklung
| Jahr                      | 1962 | 1968 | 1975 | 1982 | 1990 | 1999 | 2006 | 2012 |
| Einwohner                 | 2436 | 2635 | 2531 | 2350 | 2214 | 1858 | 1920 | 1898 |
| Quelle: Cassini und INSEE |      |      |      |      |      |      |      |      |

## Sehenswürdigkeiten
- Kirche Saint-Pierre aus dem 14. Jahrhundert
- Bischofskirche, Monument historique
- Einsiedelei (Ermitage) Saint-Antoine de Galamus mit Kapelle

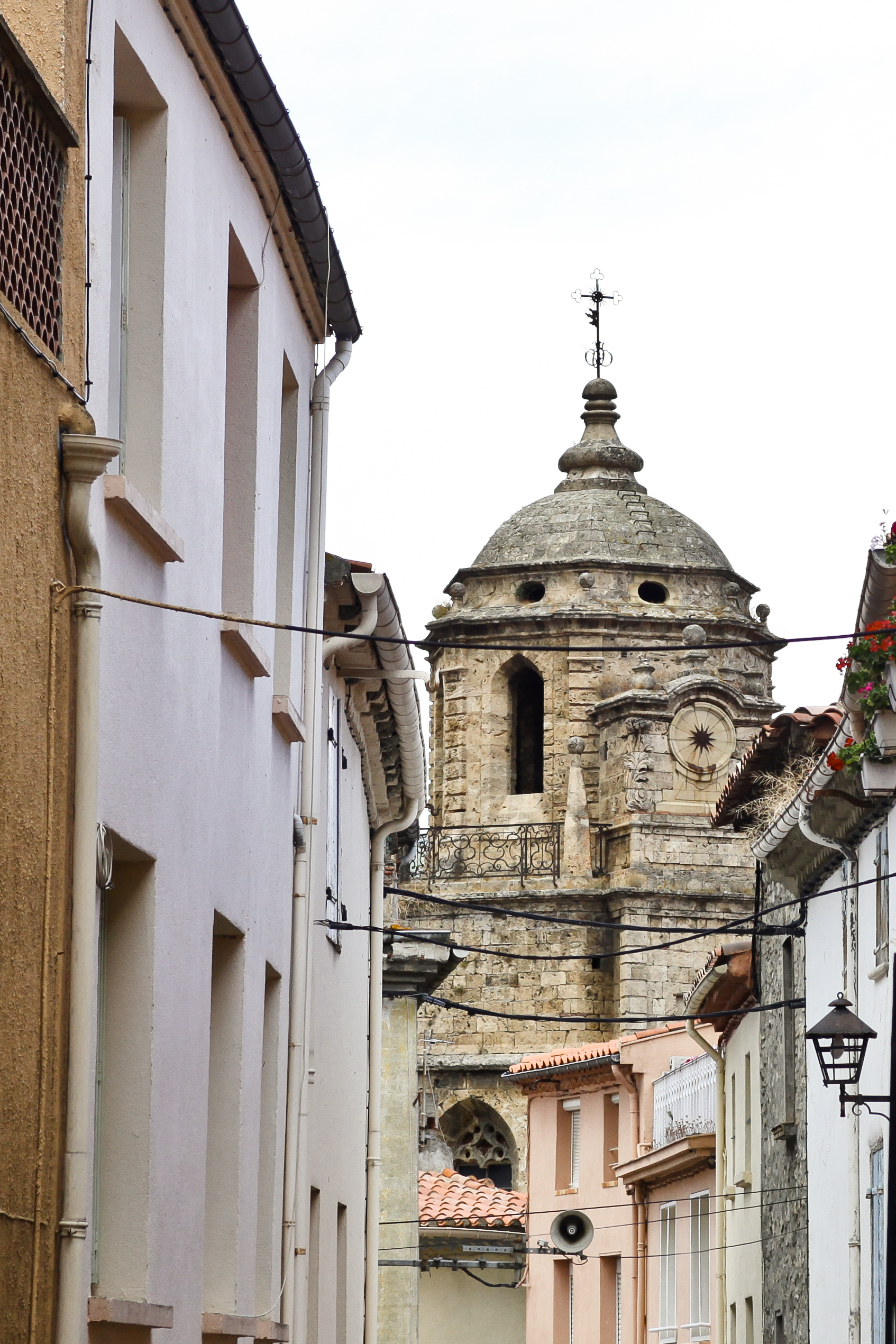
Bischofskirche
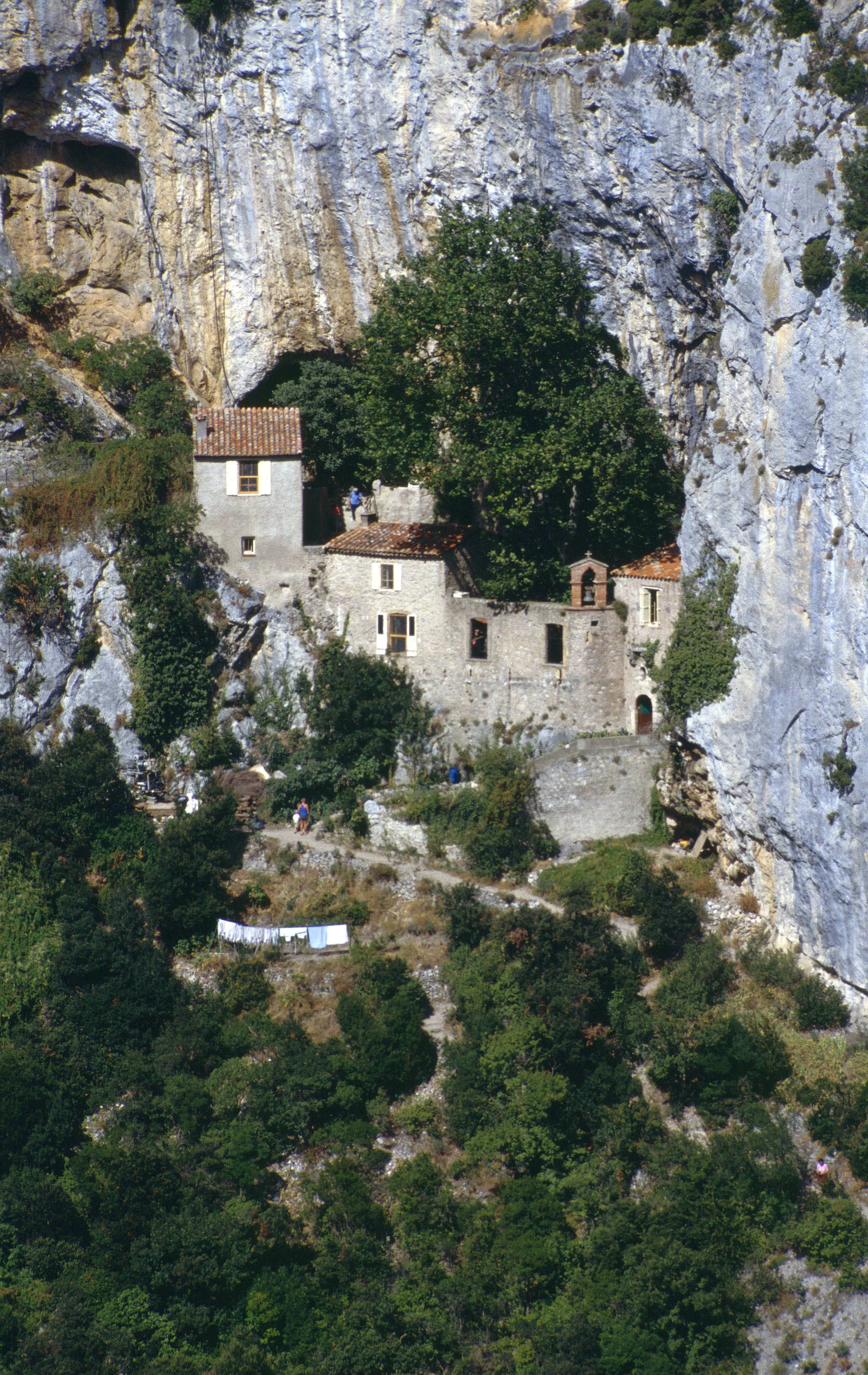
Einsiedelei von Saint-Antoine de Galamus